# ماگدالنا پوانتا
ماگدالنا پوانتا (لهستانی: Magdalena Płaneta؛ زادهٔ ۱۹ مارس ۱۹۷۹) بازیگر و نمایشنامه‌نویس اهل لهستان است. وی دانش‌آموختهٔ مدرسه ملی فیلم ووچ است.
از فیلم‌ها یا مجموعه‌های تلویزیونی که وی در آن‌ها نقش داشته‌است، می‌توان به کارآگاهان جنایی، مأموریت افغانستان و قانون حقیقی اشاره نمود.